# Amadou Kanate
Amadou Kanate (24 de julio de 1978) es un deportista marfileño que compitió en judo. Ganó una medalla de bronce en los Juegos Panafricanos de 2007, y una medalla de bronce en el Campeonato Africano de Judo de 2005.

## Palmarés internacional
| Juegos Panafricanos | Juegos Panafricanos          | Juegos Panafricanos | Juegos Panafricanos |
| Año                 | Lugar                        | Medalla             | Categoría           |
| ------------------- | ---------------------------- | ------------------- | ------------------- |
| 2007                | Argel (Argelia)              | Medalla de bronce   | Abierta             |
| Campeonato Africano |                              |                     |                     |
| Año                 | Lugar                        | Medalla             | Categoría           |
| 2005                | Puerto Elizabeth (Sudáfrica) | Medalla de bronce   | –90 kg              |